# Tallarol de Moltoni
El tallarol de Moltoni (Curruca subalpina; syn: sylvia subalpina) és una espècie d'ocell passeriforme dins de la família dels sílvids (Sylviidae). Nidifica a Còrsega, Sardenya, zones al voltant del mar Ligur i les illes Balears i passa l'hivern al nord-oest de l'Àfrica. El seu estat de conservació es considera de risc mínim.

## Taxonomia
Inicialment aquest tàxon era considerat una subespècie del tallarol de garriga (Sylvia cantillans moltonii), però es va segmentar en una espècie pròpia, passant a adoptar l'epitet Sylvia subalpina (Brambilla et al. 2008, Svensson, 2013).
Aleshores estava classificada en el gènere Sylvia, però el Congrés Ornitològic Internacional, en la seva llista mundial d'ocells (versió 10.2, 2020) el transferí al gènere Curruca. Segons el Handook of the Birds of the World i la quarta versió de la BirdLife International Checklist of the birds of the world (Desembre 2019), aquest tàxon apareix classificat encara dins del gènere Sylvia.
El nom Moltoni fa referència a l'ornitòleg italià Edgardo Moltoni (1896-1980).

## Descripció
Es diferencia visualment del tallarol de garriga occidental perquè té un bigoti blanc encara més fi i un ventre rosa salmó (no rosa), tènuament més pàl·lid en els flancs i el ventre.